# Monteagudo del Castillo
Monteagudo del Castillo is een gemeente in de Spaanse provincie Teruel in de regio Aragón met een oppervlakte van 44,36 km². Monteagudo del Castillo telt 52 inwoners (1 januari 2016).

## Demografische ontwikkeling
Bron: INE, 1857-2011: volkstellingen